# Вулканизм на Венере
Вулканизм на Венере — явление, игравшее ключевую роль в формировании поверхности планеты. Большая часть поверхности Венеры состоит из базальтовых пород. Около полумиллиарда лет назад, в ходе усиления вулканической активности, поверхность Венеры была обновлена — при этом многие старые детали поверхности были залиты лавой.
На поверхности Венеры очень много вулканов, но почти все они давно потухшие. Косвенные признаки относительно недавней активности были замечены только у горы Маат, но прямых подтверждений этому пока нет.
Количество вулканов на Венере может достигать 105 — 106. Вулканических объектов размером больше 20 км насчитывается более 1700 (эта оценка включает группы мелких вулканов, лавовые потоки и прорезанные ими русла).

## Типичные вулканы
Наиболее типичными для Венеры являются щитовые вулканы гавайского типа, а также своеобразные структуры, такие как венцы и арахноиды.
Кора Венеры не разделена на литосферные плиты, поэтому вулканы на Венере формировались с помощью мантийных плюмов. Из-за этого некоторые вулканы достигли внушительных размеров. Многие из них имеют сотни километров в диаметре, но при этом их склоны очень пологие из-за низкой вязкости вытекавшей из них лавы (так, средняя крутизна склонов горы Маат — 1,25°).

## Вулканические структуры, характерные только для Венеры
- Новы — характерные исключительно для Венеры структуры: радиальные комплексы трещин в коре, из которых раньше изливалась лава.
- Арахноиды — просевшие старые вулканические купола, покрытые кольцевыми и радиальными трещинами, что делает их при виде сверху похожими на паутину.
- Венцы — куда более сложные структуры, состоящие из кольцевых хребтов и углублений.

## Текущая вулканическая активность
Прямых признаков современной вулканической активности на Венере не обнаружено, хотя масса Венеры лишь на 18,5 % меньше, чем у Земли (0,815 земной). Однако есть причины предполагать, что гора Маат извергалась относительно недавно — об этом говорят свежие потоки застывшей лавы, отсутствие ударных кратеров и «снега» на её вершине. Кроме того, на продолжение вулканической активности на Венере указывает сильная изменчивость концентрации диоксида серы в атмосфере, а также следы свежих потоков лавы. 
До сих пор доподлинно неизвестно, какой толщины кора Венеры. Разные оценки дают данные от шестнадцати до шестидесяти километров. В последнем случае вулканизм на Венере находится в стадии, близкой к заключительной, в первом же возможны катастрофические события геологического характера в будущем.

## Исследование
Обнаружение вулканизма Венеры — одна из главных целей миссии японского зонда Акацуки, находящегося на орбите Венеры с 2015 года, а также планируемого НАСА механического венерохода AREE.